# Täby södra begravningsplats

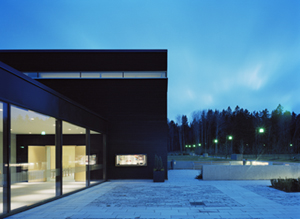
Ceremonibyggnad vid Täby södra begravningsplats

Täby södra begravningsplats  i Täby kyrkby har nominerats till Sienapriset och ceremonibyggnaden till Rödfärgspriset. I början av 2000-talet började Täby församling planera för det framtida behovet av begravningsplatser och efter ett parallellt uppdrag som utlystes 2003 blev Temagruppen ansvarig för att gestalta en ny begravningsplats med gravplatser, minneslundar, minnesplatser och en ceremonibyggnad.
Den nya begravningsplatsen ligger i anslutning till den gamla kyrkogården i Täby Kyrkby intill medeltidskyrkan. Vid gestaltningsarbetet tog Temagruppen in konstnären Annie Winblad Jakubowski som samarbetspartner för den konstnärliga utsmyckningen på begravningsplatsen. Den konst som genomsyrar den nya begravningsplatsen har fågeln som överordnat tema. Täby södra begravningsplats invigdes hösten 2009. 